# Abronia anzuetoi
Abronia anzuetoi är en ödleart som beskrevs av Campbell och Frost 1993. Abronia anzuetoi ingår i släktet Abronia och familjen kopparödlor. Inga underarter finns listade i Catalogue of Life.
Arten är endast känd från en liten region vid Volcán de Agua i Guatemala. Den vistas i regioner som ligger 1200 till 2280 meter över havet. Enligt lokalbefolkningens berättelser lever arten även vid den intill liggande vulkanen Pacaya. Habitatet utgörs av fuktiga bergsskogar, inklusive molnskogar. Individerna klättrar ofta i träd och de hittades upp till 40 meter ovanför markytan. På träden växer flera epifyter som erbjuder gömställen. Abronia anzuetoi besöker även grunden där den gömmer sig under trädstammar som ligger på marken eller under lösa barkskivor. Vuxna hanar försvarar ofta ett revir mot artfränder av samma kön.
I regionen där arten lever finns mindre gruvor, kaffeodlingar och skogsbruk i mindre skala. När dessa aktiviteter ökar hotas beståndet allvarligt. IUCN listar arten som sårbar (VU).